# Иван Тутев
 Тази статия е за българския дипломат.  За революционера вижте Тутева къща.  
Иван Георгиев Тутев е български дипломат и общественик.

## Биография
Роден е през 1902 г. в Ловеч. Завършва философия, агрономство и икономически науки в Германия. Има интерес към всички сфери на изкуството и представя българското изкуство през западноевропейската общност. Работи в Общия съюз на българските земеделски кооперации. Пълномощен министър е в Дюселдорф, а след това е търговски представител в Бейрут и заема различни дипломатически длъжности в Близкия изток. Един от основателите на Съюза на българските журналисти. Умира през 1983 г. в София.
Негов син е композитора Георги Тутев. Личният му архив се съхранява в Родов фонд Тутеви (2121К) в Централен държавен архив.